# Солодкая, Зоя Ивановна
Зоя Ивановна Солодкая — советский хозяйственный, государственный и политический деятель.

## Биография
Родилась в 1914 году в Москве. Член КПСС.
С 1932 года — на хозяйственной, общественной и политической работе. В 1932—1984 гг. — работница, инженер-технолог, парторг ЦК КПСС на заводах Министерства химической промышленности, секретарь Ждановского райкома КПСС, председатель исполкома Ждановского райсовета города Москвы, начальник Московского городского управления трудовых резервов, начальник Главного управления профессионально-технического образования города Москвы.
Избирался депутатом Верховного Совета РСФСР 3-го созыва. Делегат XIX съезда КПСС.
Умерла в Москве в 1995 году.